# Ida (nome)
Ida  è un nome proprio di persona italiano femminile.

## Varianti
- Maschili: Ido[4]

### Varianti in altre lingue
- Basco: Ide[5]
- Catalano: Ida[5]
- Croato: Ida[2]
- Danese: Ida[2]
- Finlandese: Iida[2]
- Germanico: Ida[2][6], Idda[6], Ita[6], Itta[6], Yda[6], Yta[6]

- Inglese: Ida[2]
  - Alterati: Idella[2], Idelle[2]
- Latino: Ida[1]
- Norvegese: Ida[2]
- Olandese: Ida[2]

- Portoghese: Ida[2]
- Sloveno: Ida[2]
- Spagnolo: Ida[2]
- Svedese: Ida[2][5]
- Tedesco: Ida[2]
- Ungherese: Ida[2]

## Origine e diffusione
Il nome ha una duplice origine. Primariamente, è una continuazione del nome germanico Ida, ricondotto generalmente alla radice id ("lavoro", "operosità", "attività") o al suo corrispettivo norreno ið, e poteva anche costituire un ipocoristico di altri nomi contenenti tale elemento; in alternativa viene ricondotto al germanico itis ("donna") o all'anglosassone id ("guerriera").
In secondo luogo, il nome può avere origine greca, come ripresa del toponimo del monte Ida, una montagna di Creta dove, secondo il mito, sarebbe stato allevato Zeus, o di quello di un altro monte Ida, situato nei pressi dell'antica Troia.
Per quanto riguarda l'Italia, la diffusione del nome era originariamente legata al culto di alcune sante così chiamate, tra cui Ida di Nivelles, la moglie di Pipino di Landen; il suo uso recente è però motivato più dalla moda di adottare nomi stranieri, in questo caso ripescandolo dalla Francia e dalla Germania dove era già ben attestato. Il nome è usato quasi solo al femminile, anche se è attestata la forma maschile "Ido".
In Inghilterra venne importato dai Normanni, ma il suo usò terminò nel Medioevo; venne poi ripreso nel XIX secolo, in parte grazie al personaggio omonimo nel The Princess di Alfred Tennyson. In Irlanda era usato anticamente per "anglicizzare" il nome Íde.

## Onomastico
Il nome venne portato da varie sante, e l'onomastico si può festeggiare quindi in date diverse:
- 15 gennaio in memoria di santa Ida, badessa irlandese[5][8][9]
- 13 aprile, beata Ida di Boulogne, contessa e oblata benedettina[8][9]
- 13 aprile, beata Ida di Lovanio, monaca cistercense a Roosendaal[9]
- 8 maggio, santa Itta di Nivelles (o Ida), monaca[9]
- 4 settembre, santa Ida di Herzfeld, vedova[9]
- 3 novembre, santa Ida di Fischingen, monaca di clausura[9]

## Persone

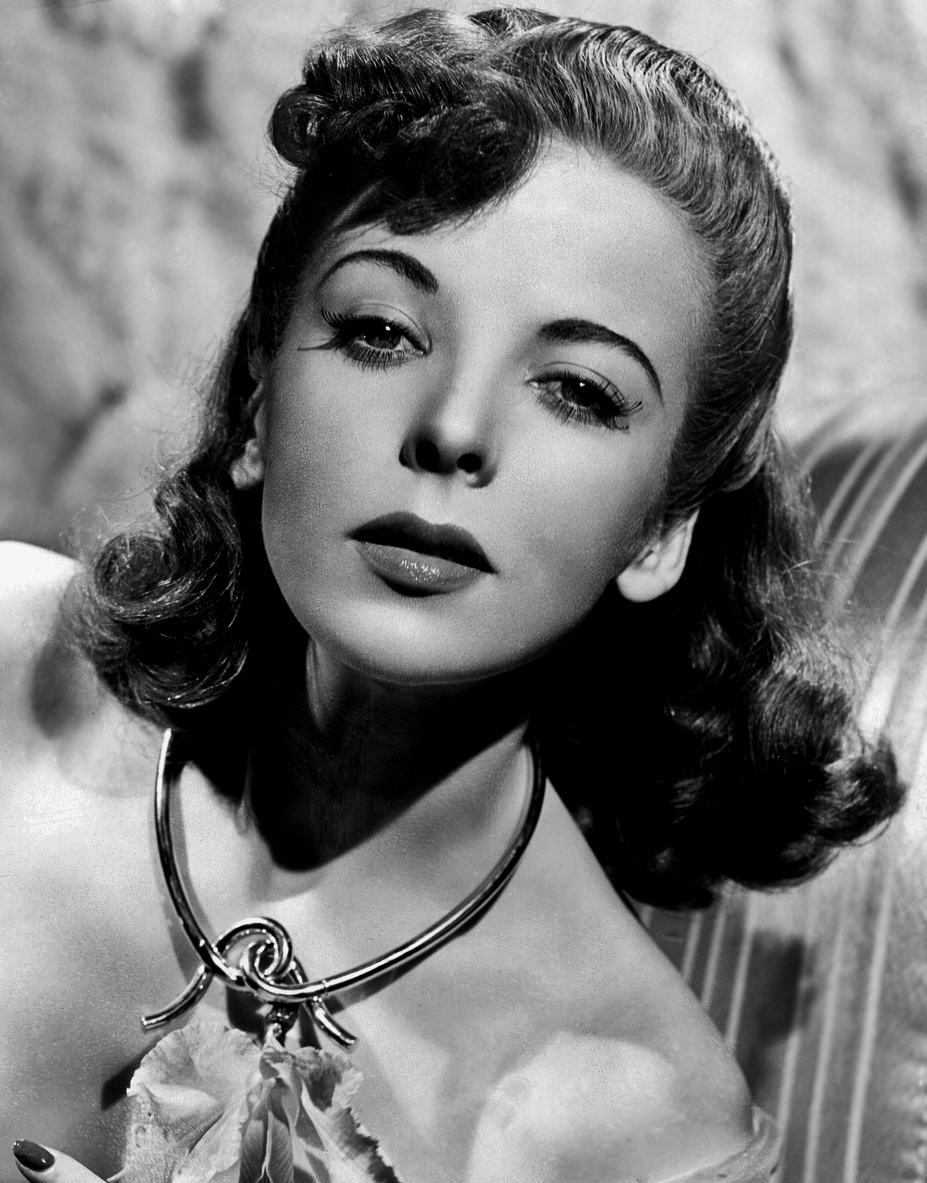
Ida Lupino

- Ida di Boulogne, religiosa francese
- Ida di Herzfeld, santa tedesca
- Ida di Lorena, contessa di Boulogne
- Ida Corr, cantante e produttrice discografica danese
- Ida Botti Scifoni, pittrice italiana
- Ida Dalser, una delle compagne di Benito Mussolini
- Ida Galli, attrice italiana
- Ida McKinley, first lady statunitense
- Ida Meda, attrice italiana
- Ida Noddack, chimica e fisica tedesca
- Ida Nomi, insegnante e allenatrice di pallacanestro italiana
- Ida Østergaard Madsen, cantante danese
- Ida Rubinštejn, danzatrice, mecenate e personaggio mondano della belle époque russa
- Ida Sansone, doppiatrice italiana
- Ida Siekmann, prima persona morta tentando di attraversare il muro di Berlino
- Ida Zoccarato, supercentenaria italiana

### Variante maschile Ido
- Ido Kozikaro, cestista israeliano
- Ido Sgrazzutti, calciatore italiano

## Il nome nelle arti
- Ida è un personaggio della serie televisiva Malcolm.
- Ida è un personaggio dell'opera teatrale di Pier Paolo Pasolini Porcile.
- Ida è un personaggio dell'operetta di Johann Strauss figlio Il pipistrello.
- Ida è un personaggio della serie animata Emil.
- Ido è un personaggio delle saghe fantasy di Licia Troisi Cronache del Mondo Emerso e Le guerre del Mondo Emerso.
- Ida Ramundo è un personaggio del romanzo di Elsa Morante La Storia.
- Princess Ida è un'opera comica con musiche di Arthur Sullivan e libretto di W. S. Gilbert, e il personaggio principale dell'opera.
- Bella e Ida alla finestra è un dipinto ad olio di Marc Chagall.
- Ida è il nome della protagonista dell'omonimo film Ida (film).

## Curiosità
- Ida è il soprannome dato ad un fossile del primate Darwinius masillae ritrovato in Germania.